# محمد جوئل رعنا
محمد جوئل رعنا (بنگالی: মোহাম্মদ জুয়েল রানা؛ زادهٔ ۲ مهٔ ۱۹۶۸) بازیکن سابق و مربی فوتبال اهل بنگلادش است.
وی همچنین در تیم‌های ملی فوتبال زیر ۲۳ سال بنگلادش و بنگلادش بازی کرده است.
وی در مسابقات کشوری و بین‌المللی در مجموع برندهٔ ۱ مدال طلا شده است.